# Musterberechtigung
Eine Musterberechtigung (englisch Type Rating) berechtigt zum Führen eines bestimmten Luftfahrzeugmusters. Erwerben kann man eine Musterberechtigung bei einem Ausbildungsbetrieb für Musterberechtigungen, auch Type Rating Training Organisation (TRTO) genannt. Eine TRTO muss in Deutschland vom Luftfahrt-Bundesamt (LBA) genehmigt worden sein, in der Schweiz vom Bundesamt für Zivilluftfahrt. Eine der größten TRTOs in Deutschland ist eine Tochtergesellschaft der Lufthansa, die Lufthansa Flight Training GmbH (LFT). Darüber hinaus ist es möglich, eine Musterberechtigung auf Airbus, Boeing oder Bombardier ebenfalls bei einer privaten TRTO zu erhalten.

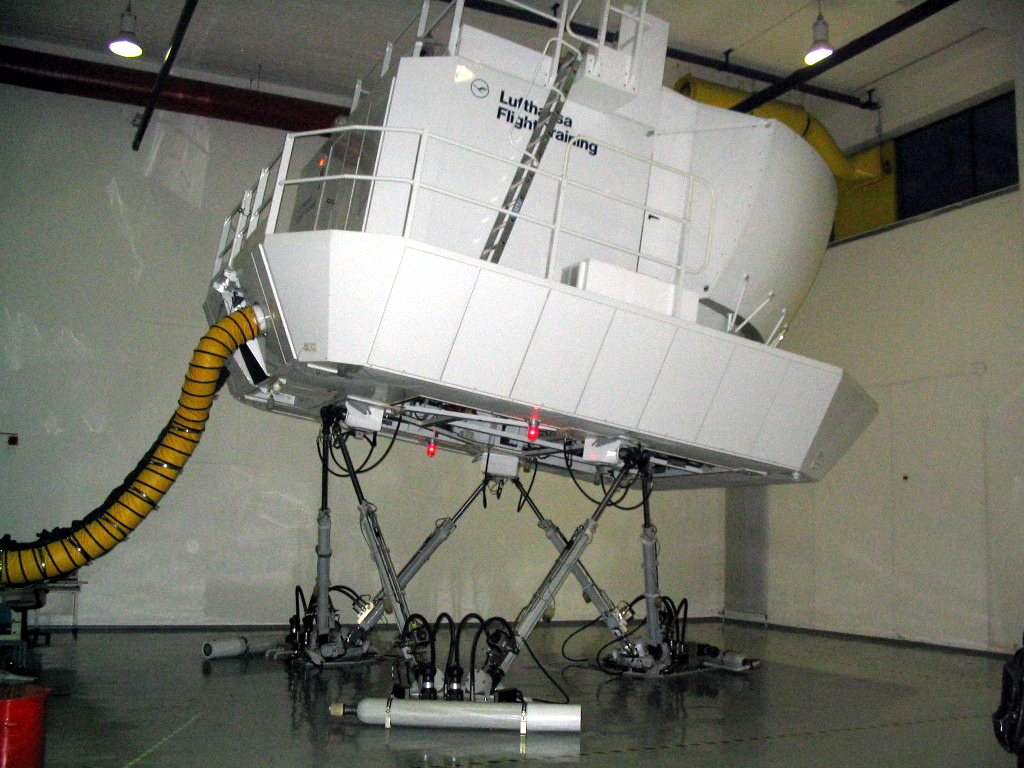
Ein aktueller Full Flight Simulator

Die Voraussetzungen, um eine Musterberechtigung erwerben zu dürfen, sind durch die EASA nach Part-FCL (früher nach JAR-FCL) geregelt.
Die Flugschulung beinhaltet eine theoretische (meist in Form eines CBT) und praktische Einweisung des Luftfahrzeugführers auf dem entsprechenden Muster. Diese Ausbildung wird mit einer Prüfung beendet, die nach einer festgelegten Zeit erneuert werden muss. Da der Betrieb von bestimmten Luftfahrzeugen mitunter sehr teuer ist, wird das Type Rating Training oft in einem Flugsimulator durchgeführt. Dies hat zudem den Vorteil, dass kritische Manöver dort gefahrlos geübt werden können. Nach erfolgreich abgeschlossenem Simulatortraining folgt das Base Training, wobei es sich um Platzrunden handelt, die in einem echten Luftfahrzeug durchgeführt werden. Die Musterberechtigung wird anschließend in die Lizenz des Piloten eingetragen.
Zum langfristigen Erhalt der Musterberechtigung sind periodisch Prüfungsflüge vorgeschrieben.
Techniker von Flugzeug-Wartungsbetrieben benötigen ebenfalls ein Type Rating. Dieses berechtigt dann zum Bescheinigen der durchgeführten Wartungsarbeiten.